# Alameda de Osuna (metropolitana di Madrid)
Alameda de Osuna è una stazione della metropolitana di Madrid, capolinea della linea 5.
Si trova sotto alla Calle de La Rioja, all'incrocio con la Calle de la Corbeta, nel quartiere omonimo del distretto Barajas, nella zona nordorientale della metropoli.

## Storia
Al momento della sua costruzione si disponeva di un grande spazio sotterraneo, per questo la stazione è una delle più grandi della linea in cui è situata. È stata inaugurata il 24 novembre 2006 insieme a quella di El Capricho.

## Accessi
Vestibolo Alameda de Osuna
- Corbeta: Calle de la Corbeta 14 (angolo con Calle de La Rioja)
- Ascensor (ascensore): Calle de la Corbeta 14 (angolo con Calle de La Rioja)

## Autobus

### Urbani
| Linea della EMT | Direzione          | Fermata:                                    |
| --------------- | ------------------ | ------------------------------------------- |
| 112             | Mar de Cristal     | 1306: Manuel Aguilar Muñoz-P. Alameda Osuna |
| 115             | Barajas            | 1306: Manuel Aguilar Muñoz-P. Alameda Osuna |
| 151             | Barajas            | 1306: Manuel Aguilar Muñoz-P. Alameda Osuna |
| N4              | Barajas            | 1306: Manuel Aguilar Muñoz-P. Alameda Osuna |
| 112             | Barrio Aeropuerto  | 1307: Manuel Aguilar Muñoz-P. Alameda Osuna |
| 115             | Avenida de América | 1307: Manuel Aguilar Muñoz-P. Alameda Osuna |
| 151             | Canillejas         | 1307: Manuel Aguilar Muñoz-P. Alameda Osuna |
| N4              | Plaza de Cibeles   | 1307: Manuel Aguilar Muñoz-P. Alameda Osuna |
| 114             | Avenida de América | 2973: Av. Cantabria-Bergantin               |
| N4              | Barajas            | 2973: Av. Cantabria-Bergantin               |